# Маякский сельсовет (Алтайский край)
Маякский сельсовет — муниципальное образование со статусом сельского поселения и административно-территориальное образование в Чарышском районе Алтайского края России. Административный центр — село Маяк.
Упразднён 4 марта 2022 года в связи с преобразованием муниципального района в муниципальный округ.

## Население
| 1997  | 1998  | 1999  | 2000  | 2001  | 2002  |
| ----- | ----- | ----- | ----- | ----- | ----- |
| 1438  | ↘1416 | ↘1404 | ↘1370 | ↘1343 | ↘1292 |
| 2003  | 2004  | 2005  | 2006  | 2007  | 2008  |
| ↗1311 | ↘1224 | ↘1044 | ↘1012 | ↘1006 | ↗1011 |
| 2009  | 2010  | 2011  | 2012  | 2013  | 2014  |
| ↘1004 | ↘929  | ↘925  | ↘903  | ↘885  | ↘853  |
| 2015  | 2016  | 2017  | 2018  | 2019  | 2020  |
| ↘827  | →827  | ↘818  | ↘796  | ↘786  | →786  |
| 2021  |       |       |       |       |       |
| ↘761  |       |       |       |       |       |

По результатам Всероссийской переписи населения 2010 года, численность населения муниципального образования составила 929 человек, в том числе 452 мужчины и 477 женщин. Оценка Росстата на 1 января 2012 года — 903 человека.

## Населённые пункты
В состав сельсовета входили 5 населённых пунктов:
- село Красные Орлы,
- село Маяк,
- посёлок Первомайский,
- село Сосновка,
- село Чайное.